# Bremer Künstlerstreit
Der Bremer Künstlerstreit – auch Bremer Kunststreit genannt – war eine Kontroverse um den Stellenwert der modernen Kunst und um den Einfluss von Galerieleitern, Kunstkritikern und -händlern auf die Entwicklung der deutschen Malerei zu Beginn des 20. Jahrhunderts. Zunächst nur in Bremer Kunstkreisen ausgetragen, erlangte der Künstlerstreit 1911 deutschlandweites Interesse. Die sich im Zuge der Kontroverse zeigende Spaltung der Kunstschaffenden und ihres Publikums in einerseits Verteidiger einer traditionellen Historien-, Landschafts- und Porträtmalerei und andererseits Unterstützer neuer Strömungen wie der Freilichtmalerei, des Expressionismus und des Jugendstils, kann als Teil des umfassenden gesellschaftlichen Wandels um die Jahrhundertwende herum verstanden werden. Mit dem Aufkommen reformorientierter Kräfte in Politik und Kultur wurde die bis dahin in der Hansestadt vorherrschende, von der Kaufmannschaft und dem Großbürgertum geprägte, konservative Kunstauffassung in Frage gestellt, was wiederum die traditionsorientierten Kräfte zu einer vehementen Kritik an den neuen Entwicklungen veranlasste.

## Vorgeschichte

Karikatur zum Bremer Künstlerstreit mit Arthur Fitger als Don Quijote, 1912

Die Anfänge des Künstlerstreits gehen bis auf das Jahr 1899 zurück, als der Kunstverein in Bremen mit dem Kunsthistoriker Gustav Pauli einen ersten wissenschaftlichen Leiter an die Kunsthalle Bremen berief. Bald nach seiner Anstellung zeigt sich sein Interesse an neuen Tendenzen in der Malerei durch eine erste Ausstellung von Werken der damals noch weitgehend unbekannten Worpsweder Malerin Paula Becker. Der wohl renommierteste bremische Künstler jener Zeit, Arthur Fitger, Vorsitzender des Kunstvereins, verfasste daraufhin in der Weser-Zeitung eine harsche Kritik, in die er später auch die Arbeiten Heinrich Vogelers einbezog. Ein erster Schlagabtausch in der Presse entwickelt sich, als der Worpsweder Maler Carl Vinnen, ebenfalls Mitglied im Kunstverein, die Künstlerin in einem Artikel im Bremer Courier in Schutz nahm, obwohl er ihre Kunst selbst auch als „unreife Schülerarbeiten“ einstufte. Neben dieser Kritik an neuen künstlerischen Stilrichtungen, zeigte sich um die Jahrhundertwende ein zweiter Kernaspekt des sich anbahnenden Künstlerstreits, als Pauli 1906 anlässlich des Ankaufs des Bildes Dame im grünen Kleid (Camille) von Claude Monet vorgeworfen wurde, „die ausländische Kunst zum Nachteil der einheimischen deutschen zu begünstigen“.

## Der Künstlerstreit

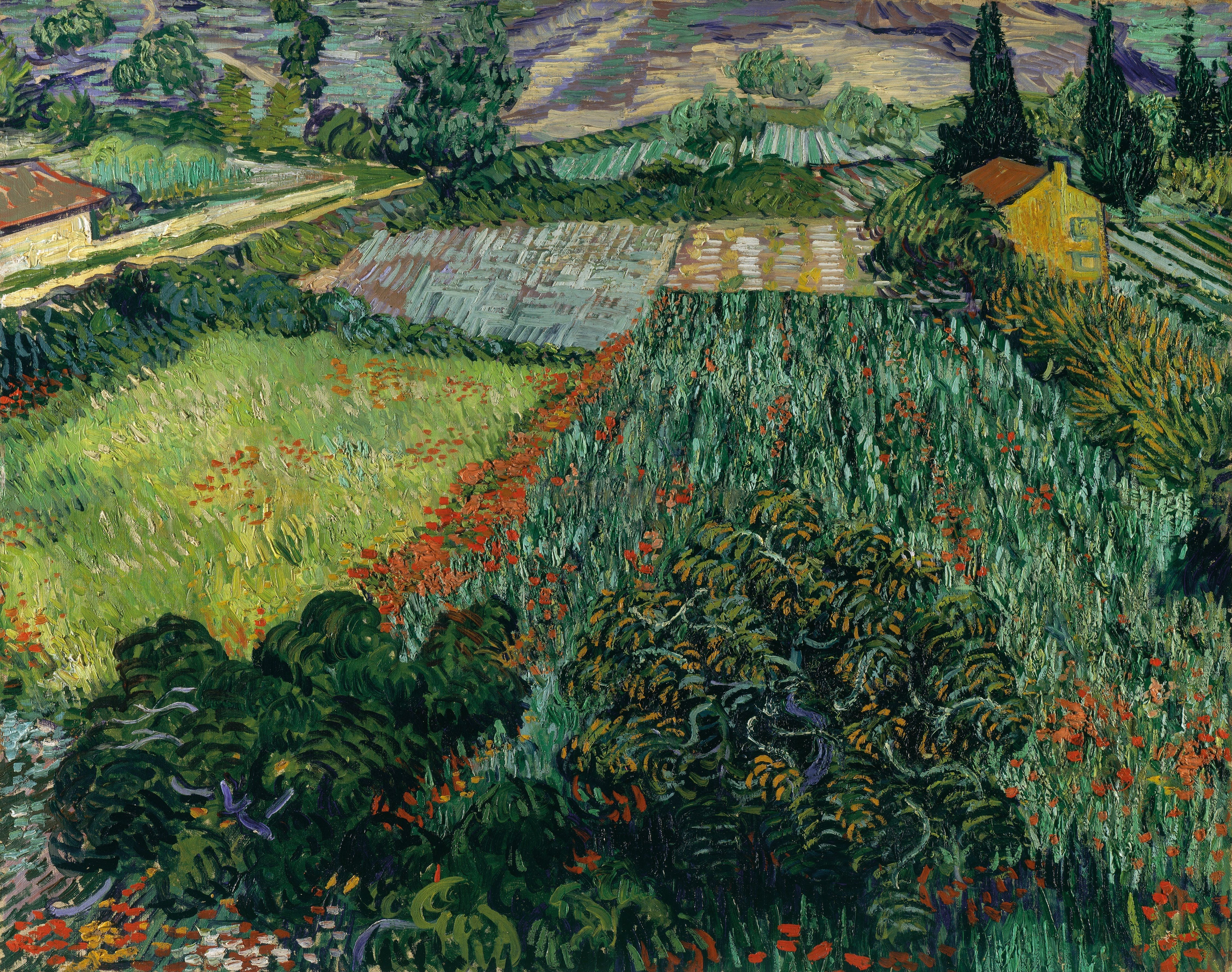
Vincent van Gogh: Mohnfeld (1889), Kunsthalle Bremen

Ungeachtet dessen führte Pauli seine Ankaufspolitik fort und erwarb 1910 für 30.000 Mark das Bild Mohnfeld von Vincent van Gogh für die Sammlung der Kunsthalle. Paulis Assistent Gustav Friedrich Hartlaub beschrieb in diesem Zusammenhang das Sammlungskonzept des Museumsdirektors in der Kunstzeitschrift Die Güldenkammer wie folgt: „Neben der Gruppe der Worpsweder Künstler […] soll stets ein Hauptgewicht auf den Erwerb von Bildern französischer und derjenigen deutschen Meister [gelegt werden], die aus der französischen Entwicklung den größten Nutzen zogen.“ Dies führte zu einer zunächst internen Auseinandersetzung im Kunstverein, als Vinnen bemängelte, dass die zeitgenössische deutsche Kunst in Paulis Konzept unterrepräsentiert sei. Pauli widersprach diesem Eindruck und listete in einem Brief an Vinnen jüngere Erwerbungen deutscher Kunst an, darunter Werke von Franz von Stuck, Wilhelm Trübner, Heinrich von Zügel und anderen.
Den Beginn des offen ausgetragenen Künstlerstreits markiert ein im Januar 1911 in den Bremer Nachrichten veröffentlichtes Mahnwort an den Kunstverein von Vinnen, in dem er die Sammlungspolitik Paulis kritisierte und forderte, den Erwerb von Kunstwerken in die Hand einer Kommission zu legen. Vinnen wendete sich in diesem Artikel außerdem gegen die vermeintliche „große Invasion französischer Kunst“ in Deutschland und die durch Spekulation im Kunsthandel verursachten überhöhten Preise, zu denen eben jene Werke angekauft wurden. Pauli belegte daraufhin in einer Gegendarstellung am 8. Januar, dass er in den vergangenen Jahren mehr deutsche als französische Werke für den Kunstverein erworben habe. Darüber hinaus betonte er die besondere Bedeutung der französischen Malerei für die Entwicklung der modernen Kunst und argumentierte, dass die hohen Preise der Werke einzig durch die hohe Qualität der Kunst bedingt seien.
In der Folge begann die Auseinandersetzung deutschlandweite Kreise zu ziehen, beginnend mit dem Artikel Phantasien in der Bremer Kunsthalle vom 11. Januar im Berliner Lokal-Anzeiger. Darin wurde van Gogh als „Vertreter des Farbenirrsinns“ bezeichnet und der Ankauf des Mohnfeldes durch Pauli als Beweis für die gefährliche Macht des Kunsthandels gedeutet. Am 16. Januar bezichtigte der Schriftsteller und Kritiker Karl von Perfall in der Kölnischen Zeitung progressive Museumsleiter wie Pauli, aber auch Alfred Lichtwark und Hugo von Tschudi, Gehilfen des Kunsthandels zu sein. Es folgte eine Verteidigung der Beschuldigten unter dem Titel Wieder eine Hetze gegen einen Museumsdirektor in der National-Zeitung aus Berlin, in der Vinnen als Urheber der Kritik ausgemacht und als reaktionär bezeichnet wurde, woraufhin sich dieser in einer Gegendarstellung vom 21. Januar entschieden von Perfalls Standpunkt distanzierte. Derweilen veröffentlichte Pauli in den Bremer Nachrichten und der Güldenkammer zwei Texte, in denen er seine Sammlungspolitik darlegte und noch einmal die historische Bedeutung van Goghs betonte, der „auf dem Weg vom Impressionismus zu einer monumentalen, im hohen Sinne dekorativen Ausdrucksform gelangte.“
Ende Januar 1911 sandte Vinnen den Entwurf eines Textes mit seiner Kritik am deutschen Kunstmarkt unter der Überschrift Quousque tandem (‚Wie lange noch?‘) an Pauli und bat diesen um eine Stellungnahme dazu. Pauli antwortete, dass er Vinnen in vielen seiner Kritikpunkte durchaus zustimme, auch er lehne „die absurden Nachahmungen der allerneusten Franzosen, wie wir sie in Düsseldorf usw. kennengelernt haben. […]“ ab und fügte an, dass auch er „von unserer deutschen Art keinen Deut preisgeben [wolle].“ Dieser Annäherung der Standpunkte zum Trotz, begannen beide „Lager“ Unterstützer ihrer Positionen zu kontaktieren und Stellungnahmen für eine Veröffentlichung zu sammeln.

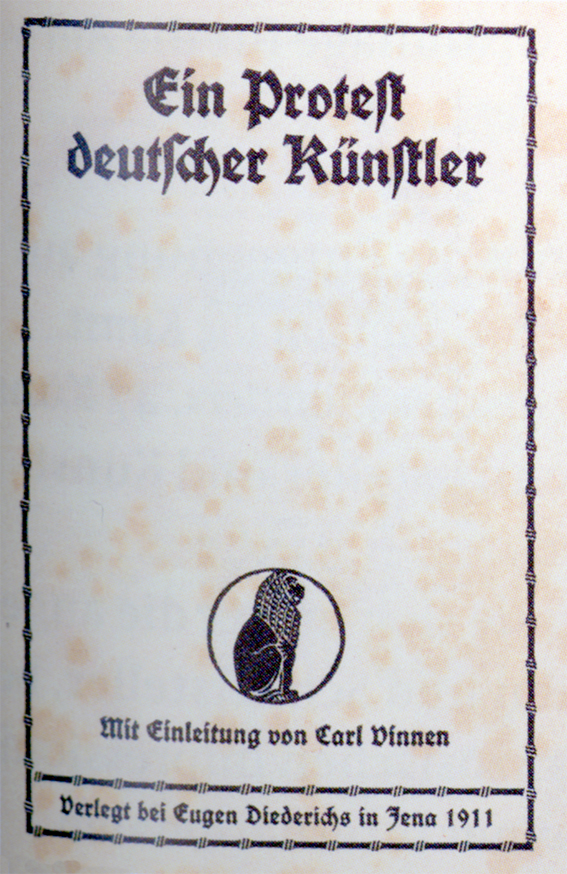
Ein Protest deutscher Künstler, 17. April 1911

Am 17. April wurde unter dem Titel Ein Protest deutscher Künstler eine 80-seitige Broschüre Vinnens im Verlag Eugen Diederichs in Jena veröffentlicht. Darin schlossen sich 123 Künstler dessen Kritik an – einige davon mit eigenen Stellungnahmen. Die Unterstützer des Protestes kritisierten insbesondere die Überfremdung des Kunstmarktes und der Sammlungen in Deutschland. Als Gegenentwurf plädierten sie für Wahrung der bestehenden Traditionen und die Förderung einer eigenen „nationalen Kunst“:

„Wir wollen keine chinesische Mauer, keinen Schutzzoll für unsere Kunst, keine chauvinistische Deutschtümelei, kein Absperren gegen Wertvolles, bloß weil es von jenseits der Grenzen kommt. Sonst müssten wir uns ja auch gegen die alten Meister wenden, gegen Werke, die allen Völkern und allen Zeiten verehrungswürdig waren und bleiben. […] Darum, keine Zollrevision im Reiche des Ideals, sondern freien, edlen Wettkampf der Geister, gegenseitiges Befruchten hoher Kulturen! Aber eben im Namen dieser Freiheit Kampf gegen eine in Deutschland so übermächtig gewordene Interessengruppe und deren Bundgenossen, die Ästheten und die Snobs! Indem wir so versuchen, Kunstwerte wieder auf ihr eigenes Maß zurückzuführen, glauben wir nicht nur der deutschen Kunst, sondern der Kunst überhaupt zu dienen.“

Zu den Unterzeichnern der Protestschrift zählten unter anderem Jacob Alberts, Benno Becker, Ludwig Dill, Hans am Ende, Walter Georgi, Otto Greiner, Hugo von Habermann, Karl Haider, Käthe Kollwitz, Gotthardt Kuehl, Franz Servaes und Franz von Stuck.

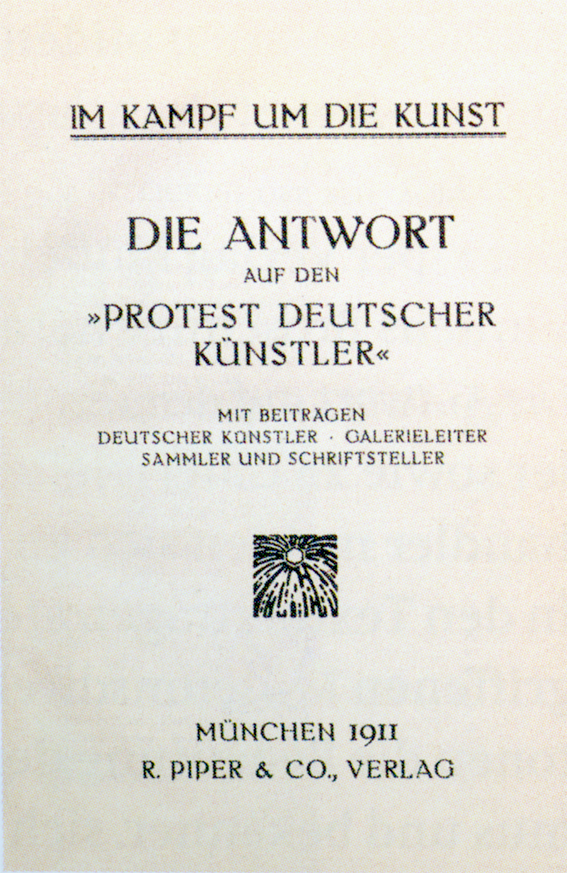
Im Kampf um die Kunst, Juni 1911

Im Juni 1911 erschien beim Piper Verlag in München die 182-seitige Antwortschrift auf Vinnens Publikation unter dem Titel Im Kampf um die Kunst. Die Antwort auf den „Protest deutscher Künstler“. In dieser Broschüre verteidigten 47 Künstler und 28 Galerieleiter, Schriftsteller und Kunsthändler die angegriffenen Museumsleiter und den französischen Impressionismus – wie bereits in Paulis Schreiben an Vinnen anklang, stimmten die Unterstützer Paulis in der Frage nach einer eigenständigen nationalen Kunst der Kritik Vinnens durchaus zu, lehnten jedoch dessen pessimistisch-kritische Haltung ab:

„Wir glauben in den Kunsthallen lediglich [den] von Vinnen angezogenen Tatsachen Rechnung getragen zu haben, indem wir eben jene französischen Meister, welche die deutsche Kunst befruchtet haben, in charakteristischen Werken sammelten. Besieht man die Deduktionen Vinnens genauer, so bleibt es nur übrig, dass seiner Ansicht nach die grosse Zeit der französischen Malerei eben jetzt vorübergegangen sei. Nun, darüber werden sich wohl die allermeisten einigen können. Aber was beweist das? […] Die Entwicklung hört nie auf, sie geht immer weiter, so lange die Erde sich dreht, so lange Menschen auf ihr leben, lieben und kämpfen. Nur wissen wir noch nicht, welchen Weg die Entwicklung über Cézanne und van Gogh hinaus nehmen werde, da wir keine Propheten sind […].“

Zu den Unterzeichnern der Antwortschrift zählten unter anderem Max Beckmann, Lovis Corinth, Wassily Kandinsky, Gustav Klimt, Georg Kolbe, Max Liebermann, August Macke, Franz Marc, Otto Modersohn, Carl Moll, Ernst Oppler, Max Pechstein und Max Slevogt.
In den folgenden Monaten erschienen noch zahlreiche Artikel und weitere Stellungnahmen zum Künstlerstreit in der deutschen Presse: über 30 allein in der bremischen Presse und über 60 in der überregionalen deutschen Presse, aber sogar in Wien, Paris und New York wurde über den Disput berichtet. Des Weiteren wurden im Herbst 1911 noch zwei Publikationen veröffentlicht, die sich der Kritik Vinnens anschlossen: Carl Vinnen und seine Gegner. Ein Beitrag zum deutschen Künstlerstreit von August Piening und Die Herabsetzung der deutschen Kunst durch die Parteigänger des Impressionismus von Theodor Alt – letztere Schrift ging dabei in ihrer kategorisch antimodernen Haltung jedoch weit über Vinnens Kritik hinaus.

## Nachspiel
An seinem Ausgangspunkt in Bremen setzte sich der Künstlerstreit auch zum Jahreswechsel 1911/1912 noch fort, als Gustav Pauli zunächst 51 Werke van Goghs aus der Hamburger Galerie Commeter in der Kunsthalle ausstellte und anschließend Arbeiten des Deutschen Künstlerbundes zeigte, darunter auch Werke der Neuen Künstlervereinigung München und der Neuen Berliner Secession, die die Diskussion um den Stellenwert der modernen Kunst in der Stadt erneut anfachten. Auf Einladung der Kritiker Paulis hielt Theodor Alt am 28. Februar unter dem Titel Über Machtfragen in der Kunst einen Vortrag in Bremen, in dem er den Leiter der Kunsthalle angriff. Gustav Pauli antwortete am 29. März mit dem Vortrag Die Aufgaben des modernen Kunstmuseums, in dem er wiederum Alt attackierte. Eine darauf folgende Beleidigungsklage Alts gegen Pauli wurde abgewiesen.
Als die Bremer Bürgerschaft Anfang 1913 die Aufstockung der Zuschüsse für die Kunsthalle beschloss, wurde auf Antrag konservativer Abgeordneter festgelegt, dass die Ankaufskommission der Kunsthalle um zwei Vertreter aus der Bürgerschaft und einen aus dem Senat zu ergänzen sei. Kurz darauf musste die Regelung jedoch rückgängig gemacht werden, nachdem sie in der Öffentlichkeit stark kritisiert und als Angriff auf die Unabhängigkeit der Kunst gewertet wurde. Somit blieb der vom Kreis um Vinnen initiierte Disput letztendlich ohne konkrete Wirkungen, zumal auch der Nachfolger von Pauli, Emil Waldmann, dessen Ankaufspolitik fortführte und neben Gemälden des 19. Jahrhunderts die Sammlung des Kunstvereins um weitere Werke des Impressionismus und jüngerer Kunst ergänzte.

## Verschiedenes
- Am 2. Januar 2020 gab die Deutsche Post AG eine Briefmarke im Wert von 155 Eurocent für DIN-A4-Großbriefe heraus in der Serie „Schätze aus deutschen Museen“. Das Bildmotiv zeigt Van Goghs Ölgemälde Mohnfeld und soll der Begründung nach auch an den Bremer Künstlerstreit erinnern.[8][9]